# Frčíme
Frčíme (anglicky Onward) je počítačově animovaný fantasy film z roku 2020, vyrobený ve studiu Pixar, které je dceřinou společností The Walt Disney Company. Scenáristou i režisérem byl Dan Scanlon, který předtím režíroval jen film Univerzita pro příšerky.

## Příběh
Snímek Frčíme zavádí diváka do světa fantazie, ve kterém se představí dva elfští teenageři Ian a Barley. Ti se vydají na pozoruhodnou výpravu, aby zjistili, zda ve světě zůstalo aspoň kousek toho magického.

## Postavy
V původním anglickém dabingu hrají Chris Pratt, Tom Holland, Julia Louis-Dreyfus, Octavia Spencerová, Ali Wong a další.